# Jan van Riebeeck

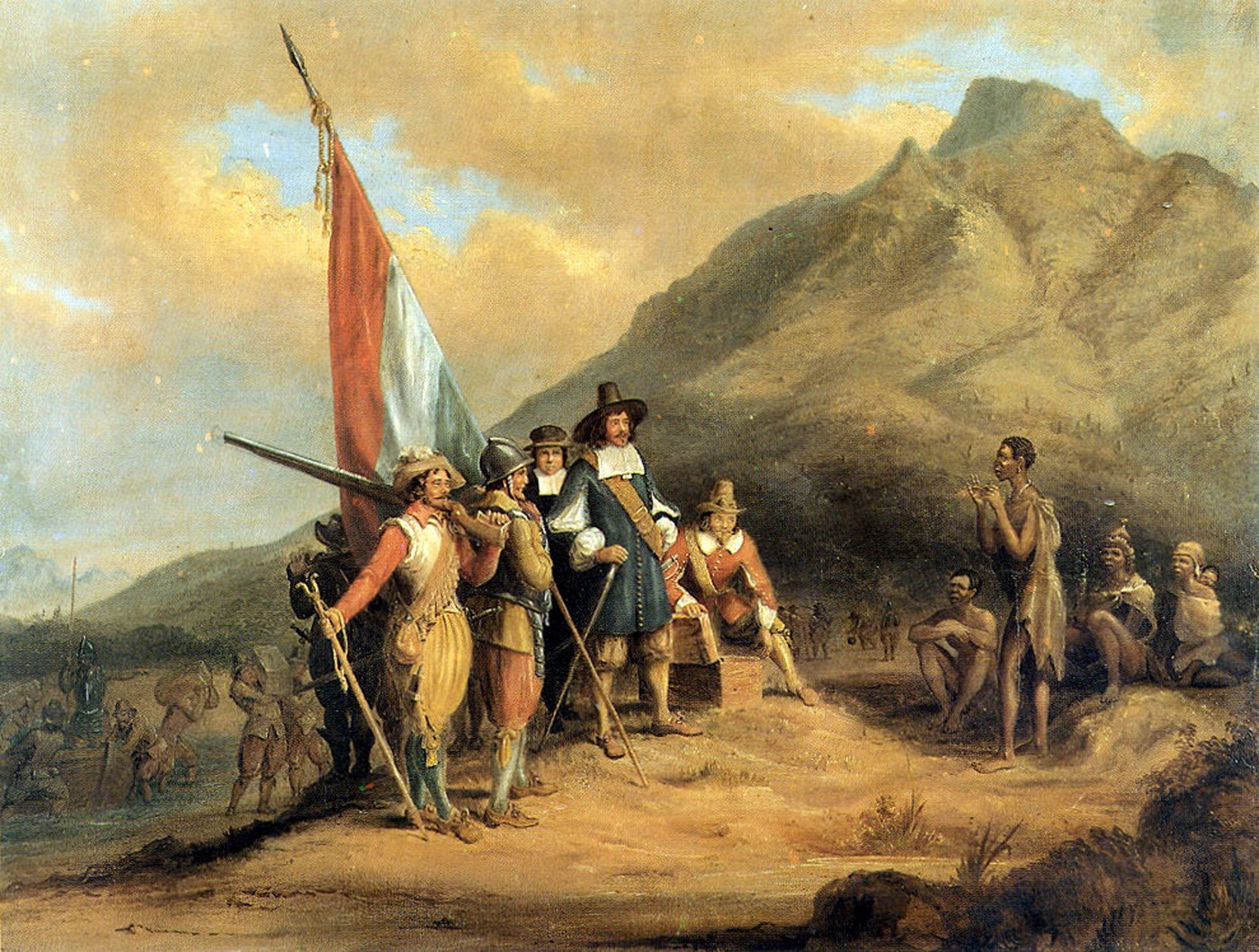
Llegada de Jan van Riebeeck a Ciudad del Cabo.

Johan Anthoniszoon "Jan" van Riebeeck (Culemborg, Güeldres, 21 de abril de 1619-Batavia, 18 de enero de 1677) fue un administrador colonial neerlandés que llegó a Ciudad del Cabo en lo que luego se convirtió en la Colonia del Cabo de la Compañía Neerlandesa de las Indias Orientales.

## Biografía
Nació en Culemborg en los Países Bajos, hijo de un cirujano. Creció en Schiedam, adonde contrajo matrimonio con Maria de la Quellerie el 28 de marzo de 1649. (Ella murió en Malacca, hoy día parte de Malasia, el 2 de noviembre de 1664, a la edad de 35 años).
Se unió a la Compañía Neerlandesa de las Indias Orientales (VOC) en 1639, prestó servicios en diversos puestos, incluyendo el de cirujano asistente en Batavia en las Indias Orientales. Posteriormente visitó Japón. Su cargo más importante fue cuando estuvo a cargo del puesto comercial de la VOC en Tonkín, Vietnam. Sin embargo, fue llamado de regreso de dicho puesto cuando se descubrió que comerciaba por su propia cuenta.
En 1651 se le encomendó se hiciera cargo del comando del asentimiento neerlandés inicial en la futura Sudáfrica. Desembarcó con sus cinco barcos (Reijer, Dromedaris, Goede Hoop, Oliphant y Walvisch) en la futura Ciudad del Cabo el 6 de abril de 1652 y fortificó el lugar como estación de abastecimiento para las rutas comerciales de la VOC entre los Países Bajos y las Indias Orientales.
Van Riebeeck fue Comandante del Cabo desde 1652 hasta 1662; se encargó de construir un fuerte, mejorando el ancladero natural de la Bahía Mesa (Table Bay), plantando frutas y vegetales y obteniendo ganado de los nativos khoikhoi. En los Jardines Botánicos Kirstenbosch en Ciudad del Cabo hay un almendro silvestre todavía sobreviviente y que fue plantado por sus órdenes como barrera. El fuerte inicial fue hecho de barro, arcilla y madera y tenía cuatro esquinas o bastiones. Este fuerte no debe confundirse con el actual Castillo de Ciudad del Cabo, que fue construido entre 1666 y 1679, varios años después de que Van Riebeeck dejara el Cabo y tiene 5 bastiones y está hecho de ladrillos, piedra y cemento.
Desde el punto de vista económico, la fundación de Van Riebeeck fue considerada un fracaso por la dirección de la VOC. Se incumplieron las expectativas esperadas en materia de minería, pesca de ballenas, cacería y comercio con Japón. Especialmente fracasó en su objetivo como punto estratégico de suministro para las rutas de navegación hacia el oriente. Durante la administración de Nan Riebeeck, la fuente principal de suministros para las rutas marítimas neerlandesas neerlandesas siguió Batvia (actual Yakarta, Indonesia); por lo que en 1662 fue degradado a su cargo anterior como comandante de Malaca.
Van Riebeeck reportó el primer cometa descubierto por Sudáfrica, C/1652 Y1, el 17 de diciembre de 1652.
Murió en Batavia (hoy día llamada Yakarta) en la isla de Java en 1677.

## Legado en Sudáfrica
Jan van Riebeeck tiene una inmensa importancia cultural e histórica para Sudáfrica, y su figura fue particularmente importante durante la época del apartheid. Muchos afrikáners lo consideran el padre fundador de su nación. Por ello, su imagen apareció comúnmente en sellos y billetes emitidos hasta 1994. Aunque se creía que la imagen de van Riebeeck era la que aparecía en billetes después de que Sudáfrica se convirtiera en república en 1961, en realidad era la de Bartholomeus Vermuyden.
El 6 de abril se conocía en el país como el Día de van Riebeeck, y más tarde como el Día de los Fundadores, pero el Congreso Nacional Africano, un gobierno elegido democráticamente tras las elecciones de 1994, canceló la festividad. Sin embargo, aún se celebra en la zona racialmente segregada de Orania, en Sudáfrica (un enclave exclusivo para blancos). Su imagen ya no aparece en ninguna moneda o sello oficial, pero se conservan estatuas suyas y de su esposa en la calle Adderley de Ciudad del Cabo. El escudo de armas de Ciudad del Cabo se basa en el de la familia van Riebeeck.
Muchas ciudades y pueblos sudafricanos llevan su nombre. Riebeek-Kasteel es una de las ciudades más antiguas de Sudáfrica, situada a 75 km de Ciudad del Cabo, en el valle de Riebeek, junto con su ciudad hermana Riebeek West.
Existe asimismo una escuela en Tamboerskloof que recibe su nombre por él, llamada Laerskool Jan van Riebeeck. Hoërskool Jan van Riebeeck es una secundaria afrikáans de Ciudad del Cabo.